# Acryllium
Acryllium is een geslacht van vogels uit de familie parelhoenders (Numididae).

## Soorten
Het geslacht kent de volgende soort:
- Acryllium vulturinum – Gierparelhoen